# Kościół św. Mikołaja w Chrzanowie
Kościół św. Mikołaja – rzymskokatolicki kościół parafialny znajdujący się przy ul. Mickiewicza 5 w Chrzanowie, w województwie małopolskim. 
Świątynia została wzniesiona na przełomie XIII i XIV wieku, swoją ostateczną formę, która przetrwała do 1912 roku, uzyskała w XV wieku. i nieco później, poprzez dostawienie przybudówek. Jedyną pozostałością tamtej gotyckiej świątyni jest obecnie prezbiterium. Gruntowna przebudowa świątyni według projektu Stanisława Oszackiego przeprowadzona w latach 1912-1914 nadała kościołowi obecną formę. Do wyposażenia wnętrza świątyni należą głównie ołtarze i obrazy z XIX wieku, stacje drogi krzyżowej, ołtarz św. Stanisława z XVII wieku wykonany z czarnego marmuru, oraz wyjątkowo piękne kompozycyjnie i kolorystycznie witraże z ostatnich czasów panowania austriackiego, wykonane w 1914 roku przez Krakowski Zakład Witrażów S.G. Żeleński. Wśród ciekawych eksponatów z wyposażenia świątyni można wyróżnić monstrancję z XV wieku, wczesnobarokowy kielich mszalny z XVII wieku, barokową chrzcielnicę wykonaną z czarnego marmuru dębnickiego przed 1748 rokiem oraz wielki żyrandol z wizerunkiem Orła Białego wykonany w dwudziestoleciu międzywojennym. Ciekawym eksponatem znajdującym się w świątyni w Chrzanowie jest mozaikowy obrazek przedstawiający Madonnę z Dzieciątkiem, a będący darem papieża Leona XIII dla Henryka Loewenfelda z 1888 roku, który papieski podarunek przekazał do świątyni. Pod kościołem znajdują się podziemne krypty, w których spoczywają doczesne szczątki m.in.: dawnych właścicieli Chrzanowa, urzędników dworu w Chrzanowie oraz niektórych znanych mieszczan.
Należy do dekanatu Chrzanów archidiecezji krakowskiej.

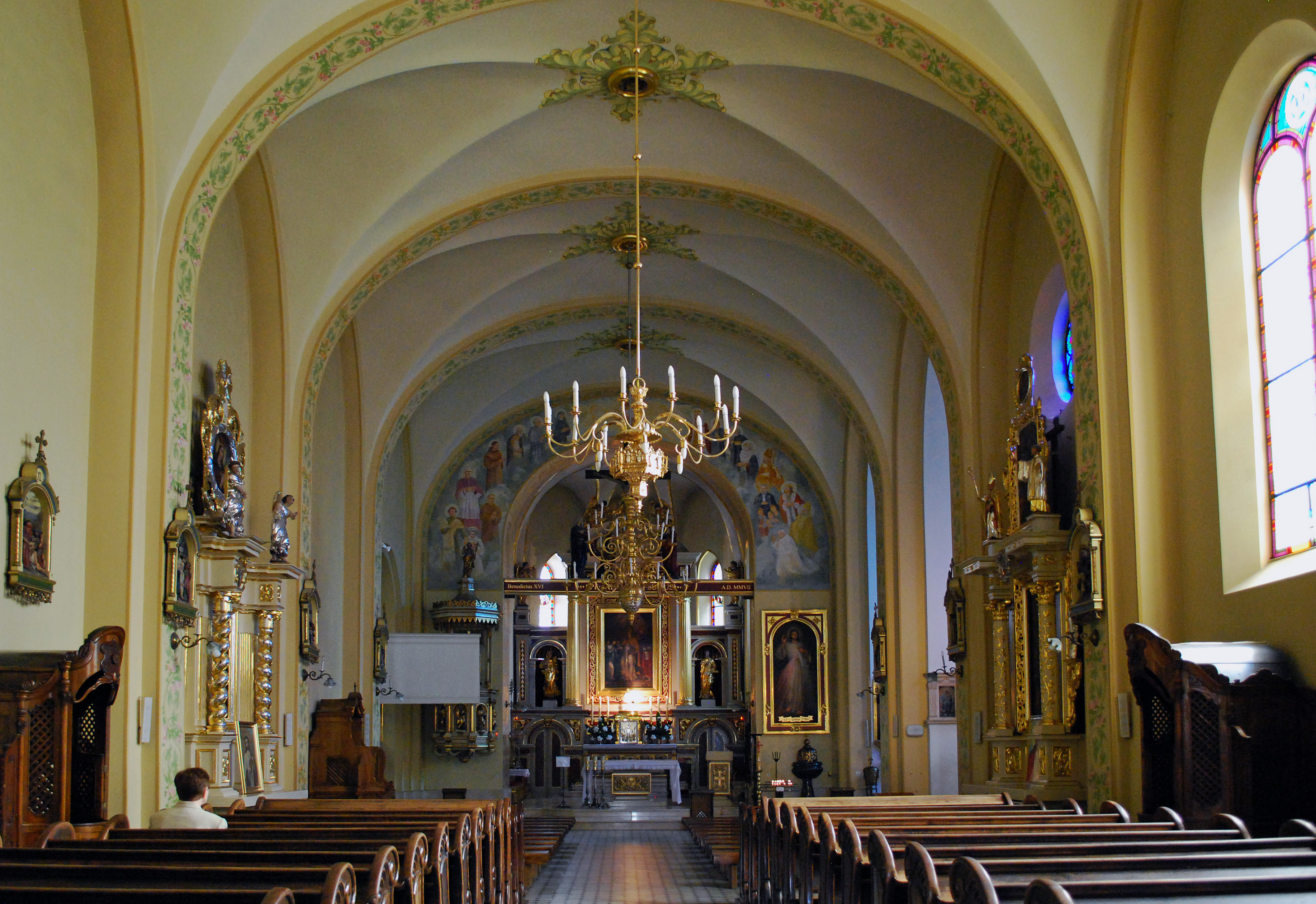
Wnętrze kościoła.

## Źródła
- Bogusław Krasnowolski, Leksykon zabytków architektury Małopolski, Wydawnictwo Arkady, Warszawa 2013, ISBN 978-83-213-4744-8